# Centrale idroelettrica El Toro
La centrale idroelettrica El Toro è una centrale idroelettrica situata nella Regione del Bío Bío, in Cile. La centrale utilizza acqua del Río de la Laja e ha una potenza di 400 MW. La centrale è stata costruita dalla società ENDESA nel 1973.